# Dolmen von Dedelow

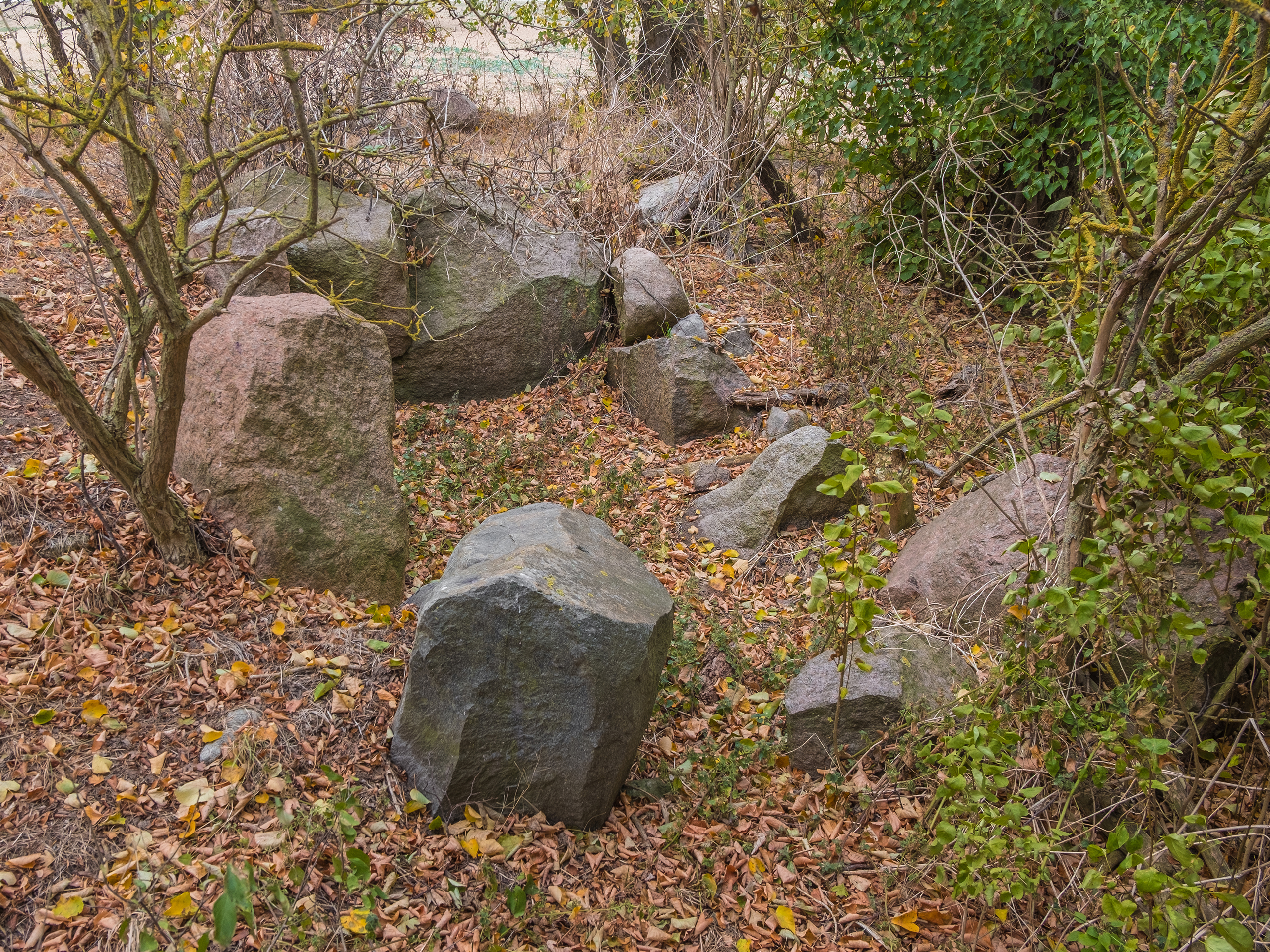
Rechteckdolmen

Der Dolmen von Dedelow (auch Dedelow 1 genannt) liegt nördlich des Weilers Steinfurth, in Dedelow, einem Ortsteil von Prenzlau im Landkreis Uckermark in Brandenburg. Die Megalithanlage mit der Sprockhoff-Nr. 458 entstand zwischen 3500 und 2800 v. Chr. als Anlage der Trichterbecherkultur (TBK).

## Beschreibung
Es handelt sich um einen in etwa Ost-West orientierten, weitgehend von Bewuchs bedeckten erweiterten Dolmen von etwa 2,5 m Länge und 1,4 bis 1,2 m Breite, dem alle (zwei) Decksteine fehlen. Die Langseiten weisen je drei Tragsteine auf, von denen der mittlere auf der Nordseite fehlt. Die beiden Schlusssteine befinden sich in situ. Die erhaltenen Tragsteine sind meist nicht komplett, da die oberen Teile abgesprengt wurden. An einem Stein ist ein Bohrloch zu erkennen. Die Kammer liegt in einem noch eindeutig erkennbaren, ovalen Erdhügel, dem jedoch alle Randsteine fehlen.
Westlich von Dedelow 1 befindet sich ein kleinerer Grabhügel, Dedelow 2 (Lage). Diese Anlage ist jedoch völlig zerstört.